# 전일본철도노동조합총연합회
전일본철도노동조합총연합회(일본어: 全日本鉄道労働組合総連合会 젠니혼테츠도로도쿠미아이소렌고카이[*], 영어: Japan Confederation of Railway Workers Union; JRU), 약칭 JR총련(일본어: JR総連 제이아루소렌[*])은 JR그룹 계열사들의 노동조합들의 연합조직이다. 일본노동조합총연합회(연합), 전일본교통운수산업노동조합협의회(교운노협), 국제운수노동자연맹(ITF)에 가맹하고 있다. 옛 국철 시절의 국철동력차노동조합(동노)의 사실상의 후신이라 할 수 있다.
현재 JR총련은 JR동일본・JR홋카이도・JR화물에서 다수파를 점하고 있다. 그 밖에 철도총연 노조, 철도관련(차내판매업, 식당칸 영업 등) 호텔으로서 호텔 쥬라쿠 노조가 가맹하고 있다.
국철 시절에 채용된 조합원들의 정년퇴직이 잇따르고 있는데다, 2018년 JR동일본에서 노정(労政)전환에 따른 산하 조합원들의 대량탈퇴도 있어서 조합원 수는 감소추세다. 2020년 현재 조합원 수는 18,742명. 위원장은 야마구치 고지다.

## 역사
1987년 국철분할민영화 당시, 민영화에 굴복한 국철동력차노동조합(동노)・철도노동조합(철노)・전국철도시설노동조합(전시노)・차량노동조합(차노)・철륜회・사원노동조합, 그리고 민영화에 끝까지 반대한 국철노동조합(국노)에서 이탈한 진짜국철노동조합(진국노) 등이 동년 2월 2일 국철개혁노동조합협의회(国鉄改革労働組合協議会)를 결성했다. 초대 회장은 철노 출신의 시마 요시타츠(志摩好達)였다. 분할민영화가 완료된 이후에는 각 JR 기업별 노동조합들의 연합체로서 전일본철도노동조합총연합회(全日本鉄道労働組合総連合会)를 발족하고 동년 4월 1일자로 전일본민간노동조합협의회(전민노협)에 가맹했다. 약칭은 원래 "철도노련"이었으나 후에 "JR총련"으로 바꾸었다.
혼슈에서는 예상 이상의 퇴직자가 나와 정원 미달이 될 상황이 되었다. 2월 2일 철도노련 결성대회에서는 “우리들 동료들이 민영화의 성공을 위해 파견이나 광역이동, 일시귀휴에 응한 것을 반대하고 방해한, 땀도 눈물도 흘리지 않은 직원이 현지에서 채용되는 것을 절대 용납하지 않겠다”는 내용의 『신회사의 채용・배속에 관한 특별결의』를 채택하여, 설령 정원이 미달하더라도 민영화에 끝까지 반대한 국노・전동노 등의 조합원들을 고용승계하지 말 것을 사측에 요구했다. 일손이 모자란 혼슈・시코쿠에서는 국노・전동노 조합원도 대부분 JR로 고용승계가 되었지만, 정원이 초과한 홋카이도・큐슈에서는 국노・전동노의 방침에 따라 채용조사에서 “현지현직”이라고 기입하거나 백지를 제출해서 채용되지 않는 조합원들도 있었다.
철도노련 불채용자는 전국에서 29명(홋카이도 22, 동일본 1, 서일본 2, 큐슈 4, 동해・시코쿠는 전원 채용)으로, 고용승계율이 99%를 넘었다. 반면 국노의 불채용자는 전국에서 5,049명(홋카이도 3,400, 혼슈 3사 57, 시코쿠 2, 큐슈 1,550)이었으며, 혼슈와 시코쿠의 고용승계율은 99%를 넘었지만 홋카이도와 큐슈에서는 각각 48%, 43%에 불과했다. 전동노의 경우 홋카이도와 큐슈 고용승계율은 각각 28%, 32%였다. 또한 애초에 노사협조파인 철노 출신이었던 시마 회장은 민영화에 반대했던 사람들은 “절대 본무를 맡기지 마라. 본무를 맡아서 드라이버나 차장을 하면 언제 파업을 할지 모른다”고 요청하기까지 했다. 이에 따라 JR동일본에서는 철도의 본무근무는 대부분 철도노련 조합원이 차지했다.
이후 내부적으로 구 철노계와 구 동노계 사이에 대립이 크게 생겨 철노색이 강한 JR동해 노조・JR서일본 노조・JR시코쿠 노조・JR큐슈 노조 4조직이 JR총련을 이탈했다. 이들 회사의 JR총련 옹위파 조합원들이 다시 반발하여 각기 새 노조를 결성하고 JR총련에 재가맹했지만, 이들 4개사에서 총련계 노조는 소수파로 전락했다. 이후 1992년 5월 18일, JR총련을 이탈한 4개 노조에 구일본철도산업노동조합총연합(구철산총련)이 합류해 일본철도노동조합연합회(JR연합)을 발족시켰다. 이후 JR큐슈 노조를 해산하고 일부 조합원들이 JR큐슈유니온으로 이행했는데, 이 과정에서 발생한 조직문제로 인해 2006년 7월 JR큐슈유니온이 JR총련으로부터의 탈퇴를 표명했다가 제명당했다. 그래서 2006년 8월 이후 JR시코쿠와 JR큐슈에는 JR총련 가맹노조가 존재하지 않는다.
JR총련에는 옛 일본텔레콤의 흐름을 이어 소프트뱅크 노조도 가맹하고 있었지만, 2019년 제35회 정기대회에서 JR총련으로부터의 “졸업”을 승인받고 정보산업노동조합연합회(정보노련)으로 이적했다.

## 혁마르파와의 유착
JR총련의 실질적 전신인 국철동력차노동조합(동노 본조)은 혁마르파의 영향 하에 있다고 공공연히 말해져 왔고, 현재의 JR총련도 여전히 혁마르파의 영향 하에 있다는 견해가 있다. 일본 정부나 경찰청은 JR총련을 “혁마르파가 침투해 있는 조직”으로 인식하고 있다.
혁마르파와 JR총련의 관계는 예전부터 『주간문춘』, 『주간현대』 같은 주간황색지들에서 다루었던 바 있으나, 2010년 2월 경찰청이 공식 홍보지에서 “노동운동 등에 대한 개입을 강화하는 과격파”의 동향에 경종을 울리면서 JR총련이나 JR동노에 혁마르파가 침투하고 있다는 인식을 드러내 보였다. 이에 대해 사토 츠토무 중의원의원이 제174회 국회 질문답변에서 하토야마 유키오 총리에게 따져묻자, 하토야마 총리는 “JR총련 및 JR동노의, 영향력을 행사할 수 있는 입장에 혁마르파 활동가들이 상당히 침투해 있다”는 답변서를 송부했다. 8월 3일 개최된 제175회 국회 중의원 예산위원회에서는 중의원의원 히라사와 카츠에이가 “JR총련 및 JR동노의 정책조사부장이라는 간부가 민주당의 공천을 받아 전국비례구로 출마해 당선되었다”고 지적했다. 이에 대하여 국가공안위원장 나카노 히로나리는 “혁마르파가 상당히 침투해 있다는 인식은 사실이다”, “후보자가 민주당에서 출마하고 싶다고 희망해서, 당시의 민주당 지도부의 판단으로 공천했다”는 취지로 답변했다.
혁마르파와 대립관계에 있는 중핵파나 혁노협파는 JR총련을 “JR총련카쿠마루”라는 멸칭으로 부르면서, JR총련이 혁마르파와 밀접한 관계에 있음을 당연시하고 있다. 다만 중핵파는 혁마르파가 2000년 “카쿠마루 중앙(쿠로다파)”과 “JR총련 카쿠마루(마츠자키파)”로 분열했다고 보는 반면, 혁노협파는 그 분리는 위장일 뿐 양자는 지금도 일체라고 보고 있는 점이 미묘하게 다르다.
JR총련 측은 이런 연루설 자체를 부인하고 있다.

## 산하 노조
- 홋카이도여객철도노동조합(JR북해도노조[6])
- 동일본여객철도노동조합(JR동노조)
- JR동해 노동조합(JR동해노)
- JR서일본 노동조합(JR서노)
- 일본화물철도 노동조합(JR화물노조)
- 철도종합기술연구소 노동조합(철연노)[7]
- 철도정보시스템 노동조합(시스템노)[7]
- 호텔 쥬라쿠 노동조합(호텔쥬라쿠노조)[7]